# Monastîreț, Horodok
Monastîreț (în ucraineană Монастирець) este localitatea de reședință a comunei Monastîreț din raionul Horodok, regiunea Liov, Ucraina.

## Demografie
Componența lingvistică a localității Monastîreț
     Ucraineană (99,63%)
     Alte limbi (0,37%)
Conform recensământului din 2001, majoritatea populației localității Monastîreț era vorbitoare de ucraineană (99,63%), existând în minoritate și vorbitori de alte limbi.